# Giarre
Giarre est une ville de la province de Catane en Sicile (Italie).

## Géographie
Giarre se trouve entre l'Etna et la mer Ionienne, à environ 30 km de Catane.

## Histoire
Là où il serait sorti victorieux d'une embuscade sarrasine grâce à l'invocation de l'aide de la Vierge, après sa prise de Taormina et Aci, Roger Ier de Sicile décide de fonder le sanctuaire de Santa Maria La Strada dédié à la Vierge Odigitria et d'y construire un puits pour offrir une halte aux voyageurs.
Giarre est séparé de Riposto en 1842. Les deux communes sont à nouveau fusionnée par le régime fasciste en 1939. En 1942, Giarre-Riposto prend le nom de Iona. En 1945, les deux communes reprennent leurs indépendances. 
En 1892, le village est détruit par un tremblement de terre consécutif à l'éruption de l'Etna lors de laquelle sont apparus les Monti Silvestri. La commune reste régulièrement sous les menaces sismiques et volcaniques, notamment en décembre 1950, en mars-avril 1969 et juin 1971.
Ville riche, elle se développe autour d'un haut niveau de service (commerces, hôpital, tribunal, écoles et une antenne universitaire éphémères) qui dessert l'arrière pays. Son maire démocrate-chrétien, le député régional et national Giuseppe Russo, décide en 1985 de construire un stade de polo en prévision des Jeux universitaires de 1990. Son inachèvement, comme celui d'une douzaine de bâtiments publics (dont une piscine olympique, une piste pour aéromodélisme et un palais des congrès avec amphithéâtre en extérieur, un hôpital et des théâtres), inspire une intervention artistique du collectif artistique milanais Alterazioni Video présentée à la Biennale de Venise, et la création en 2010 d'un parcours composant à Giarre un « Parc de l'inachevé sicilien ». Il symbolise la perte de dynamisme de la ville à la fin du XXe siècle, se transformant peu à peu en « cité dortoir », mais aussi le gaspillage des fonds publics.

## Administration
| Période                                  | Période      | Identité                  | Étiquette                     | Qualité     |
| ---------------------------------------- | ------------ | ------------------------- | ----------------------------- | ----------- |
| 1946                                     | 1952         | Biagio Andò               | PSI                           | Maire       |
| 1952                                     | 1975         | Giuseppe Russo            | DC                            | Maire       |
| 1975                                     | 1976         | Vincenzo Mangano          |                               | Maire       |
| 1976                                     | 1987         | Nello Cantarella          |                               | Maire       |
| 1988                                     | 1990         | Giuseppe Russo            | DC                            | Maire       |
| 1990                                     |              | Nicolò Finocchiaro        |                               | Maire       |
| 1990                                     | 1991         | Giuseppe "Pippo" Pagano   | DC                            | Maire       |
| 1991                                     | 1993         | Antonino "Nino" Incardona | DC                            | Maire       |
| 1993                                     | 1994         | Filippo Cavallaro         | DC                            | Maire       |
| 1994                                     | 2003         | Giuseppe "Pippo" Toscano  | PCI                           | Maire       |
| 2003                                     |              | Claudio Sammartino        |                               | Commissaire |
| 27 mai 2003                              | 2013         | Concetta Sodano           | Mouvement pour les autonomies | Maire       |
| 2013                                     | 2016         | Roberto Bonaccorsi        | Popolo della Libertà          | Maire       |
| 13 avril 2016                            | 20 juin 2016 | Ernesto Bianca            |                               | Commissaire |
| 20 juin 2016                             | En cours     | Angelo D'Anna             | liste civique Città Viva      | Maire       |
| Les données manquantes sont à compléter. |              |                           |                               |             |

### Hameaux
Altarello, Carruba (di Giarre), Macchia, Miscarello, Sciara, Trepunti, San Giovanni Montebello, San Leonardello, Santa Maria la Strada

### Communes limitrophes
Acireale, Mascali, Milo, Riposto, Sant'Alfio, Santa Venerina, Zafferana Etnea

### Évolution démographique
Habitants recensés

## Monuments
- Puits de Roger Ier et le sanctuaire Santa Maria la Strada (1081)

## Personnalités
- Michele Federico Sciacca (1908-1975), philosophe
- Rosario Romeo (1924-1987), historien et homme politique
- Nicolò Mineo (1934), professeur
- Alfio Russo, journaliste, directeur du Corriere della Sera
- Salvo Andò (1945), universitaire et ministre